# Ле Гро, Жан
Жан Ле Гро (фр. Jean Le Gros; 3 октября 1671, Париж — 27 января 1745, Ле Пек, Иль-де-Франс) — французский живописец-портретист.

## Биография
Жан Ле Гро был сыном Пьера Ле Гро Старшего и Мари, дочери архитектора-декоратора, рисовальщика-орнаменталиста и гравёра Жана Лепотра.
Ле Гро был учеником, затем сотрудником академического живописца Гиацинта Риго, у которого он был постоянным помощником с 1694 по 1699 год, а затем в 1706 году. Из его ранних произведений известны портреты, написанные для поступления в члены Королевской академии живописи и скульптуры.
Его брат, Пьер Ле Гро Младший, стал скульптором, а другой брат — Симон Ле Гро — музыкантом.

## Галерея

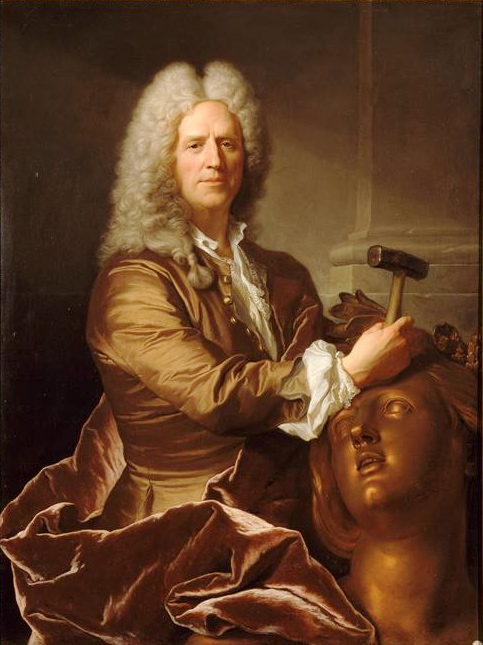
Портрет скульптора Н. Кусту. 1710. Холст, масло. Версаль
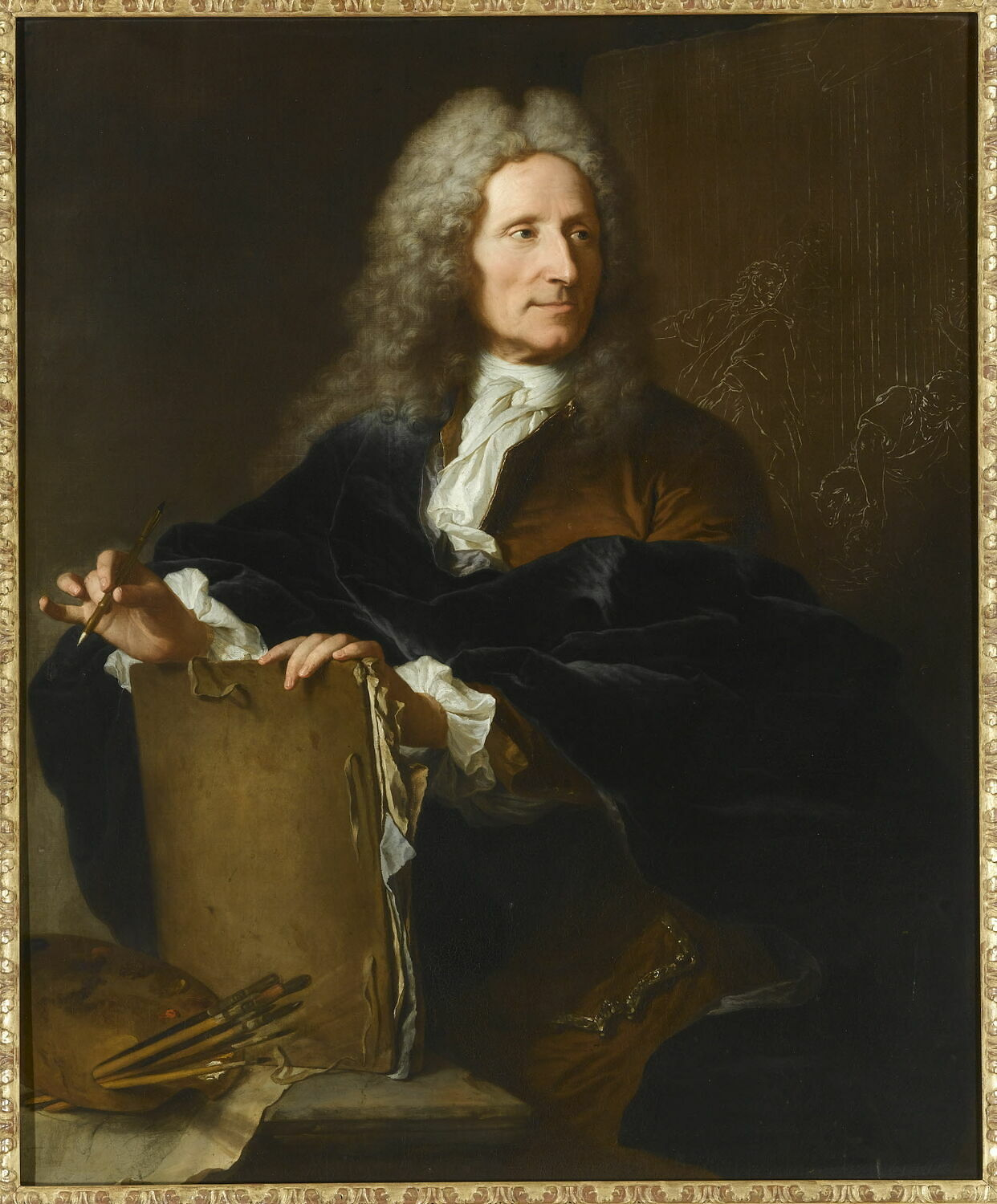
К. Гюи-Аль. 1725. Холст, масло. Версаль
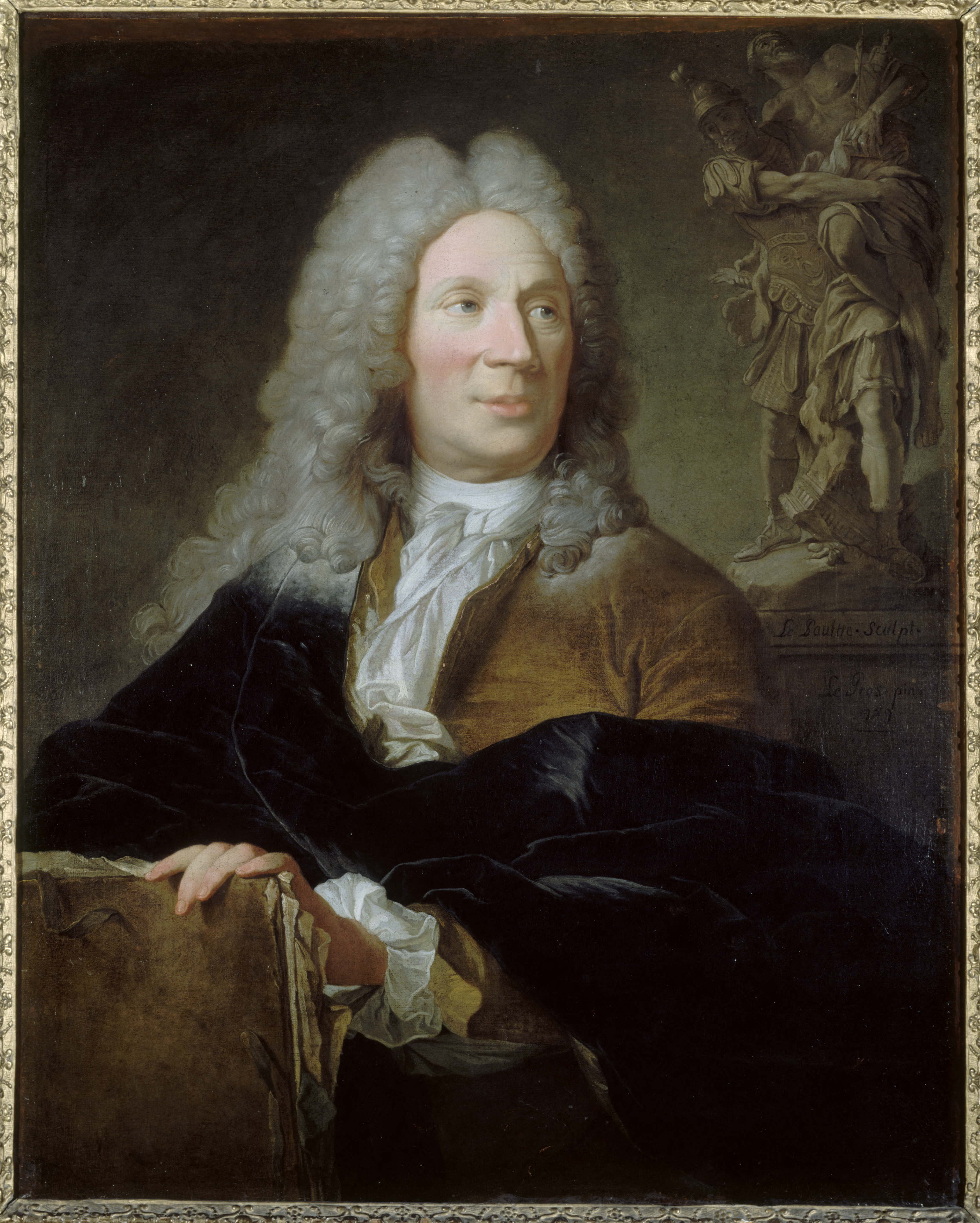
Скульптор Пьер Ле Потр. 1729. Холст, масло. Музей Карнавале, Париж